# المصري إف إم
إذاعة المصري إف إم هي الإذاعة الرسمية لنادي المصري وتعد أول إذاعة رسمية خاصة بنادي رياضي في مصر وقد بدأت بثها في يوم 28 ديسمبر عام 2013 عبر الانترنت على الموقع الرسمي للنادي. تهتم الإذاعة بتغطية كل الأحداث والفعاليات الخاصة بالنادي المصري وتسعى للتعبير عن مواقف النادي والدفاع عن حقوقه والتواصل مع جماهيره ونبذ التعصب.

## أشهر برامجها

### المصري أون لاين
تقديم أيمن عيد وأحمد وجيه، برنامج يستعرض أخبار النادي المصري بالصحف والمواقع الالكترونية.

### الملعب الفرعي
تقديم حمدي حسن، برنامج يسلط الضوء على قطاع الناشئين والبراعم بالنادي المصري.

### بحري وغربي
تقديم حسام قشاوي وهو برنامج يهتم بالتواصل مع الجماهير واستضافة كبار مشجعي النادي.

### المصري مع طارق هاشم
تقديم طارق هاشم وهو برنامج يقدم أخر أخبار النادي المصري ويحللها.

### المصري في أسبوع
تقديم محمد سليمان، هو برنامج أسبوعي يقدم تغطية مجملة للأحداث التي شهدها النادي على مدار الأسبوع. 

### ملعب المصري
تقديم محمد سليمان، وهو برنامج تحليلي لنقل وتغطية مباريات المصري بشكل مباشر.

### صالون الذكريات
تقديم محمد فاروق، وهو برنامج يوثق لتاريخ النادي المصري وأهم المحطات التاريخية التي مر بها عبر استضافة قدامى نجوم ورموز النادي.

## روابط خارجية
- البث المباشر على الإنترنت بلا انقطاع
- Masry FM الصفحة الرسمية للاذاعة على الفيس بوك  على فيسبوك.
- https://www.facebook.com/almasryFM